# Moivrons
Moivrons – miejscowość i gmina we Francji, w regionie Grand Est, w departamencie Meurthe i Mozela.
Według danych na rok 1999 gminę zamieszkiwało 326 osób, a gęstość zaludnienia wynosiła 54 osób/km² (wśród 2335 gmin Lotaryngii Moivrons plasuje się na 678. miejscu pod względem liczby ludności, natomiast pod względem powierzchni na miejscu 922.).